# 小比甘
48°16′18″N 22°34′42″E / 48.27167°N 22.57833°E
小比甘（烏克蘭語：Мала Бийгань），是烏克蘭西部的村莊，隸屬外喀爾巴阡州的貝雷霍韋區。該村始建於1335年，面積1.88平方公里，海拔高度110米，2001年人口1,300，人口密度每平方公里693.33人。